# Ocyurus chrysurus
Ocyurus chrysurus là loài cá biển duy nhất thuộc chi Ocyurus trong họ Cá hồng. Loài cá này được mô tả lần đầu tiên vào năm 1791.

## Từ nguyên
Từ định danh chrysurus được ghép bởi hai âm tiết trong tiếng Hy Lạp cổ đại: khrūsós (χρῡσός; "vàng") và ourá (ουρά; "đuôi"), hàm ý đề cập đến vây đuôi màu vàng kim của loài cá này; còn tên chi được ghép từ ōkús (ὠκύς; "chim yến") và ourá, thì đề cập đến vây đuôi lõm sâu như cánh của loài chim yến.

## Phân bố và môi trường sống
O. chrysurus có phân bố rộng khắp vùng Tây Đại Tây Dương, từ Bermuda và bang Massachusetts (Hoa Kỳ) trải dài xuống phía nam, băng qua khắp vịnh México và biển Caribe, dọc theo bờ biển Nam Mỹ đến bang São Paulo (Brasil).
O. chrysurus sống thành đàn gần các rạn san hô, cá con thường có thể được tìm thấy trên thảm cỏ biển, độ sâu được ghi nhận đến ít nhất là 180 m, nhưng thường thấy chúng trong khoảng 10–70 m.

## Mô tả
Chiều dài cơ thể lớn nhất được ghi nhận ở O. chrysurus là 86 cm, thường bắt gặp với kích thước khoảng 40 cm.
Sọc vàng tươi từ chóp mõm, băng qua nửa dưới mắt, kéo rộng về sau và lan rộng ra toàn bộ cuống đuôi và vây đuôi. Phần thân trên sọc vàng đa dạng màu, từ nâu đỏ sẫm sang đỏ hồng đến xanh ô liu sang xanh lam đến xanh tím. Thân dưới còn lại có màu hồng đến trắng. Mống mắt biến đổi, màu vàng hoặc đỏ với viền vàng quanh con ngươi, hoặc đỏ hoàn toàn. Vây lưng, vây hậu môn và vây bụng thường là màu vàng, có khi màu vàng lục; vây ngực không màu hoặc hồng cam nhạt.
Số gai ở vây lưng: 10 (ít khi 9 và 11); Số tia vây ở vây lưng: 12–14; Số gai ở vây hậu môn: 3; Số tia vây ở vây hậu môn: 8–9; Số tia vây ở vây ngực: 15–17; Số vảy đường bên: 46–49.

## Sinh thái
Thức ăn của O. chrysurus bao gồm cá nhỏ, giun nhiều tơ, động vật giáp xác, chân bụng và chân đầu, chủ yếu săn mồi về đêm, còn cá con chủ yếu ăn sinh vật phù du.
O. chrysurus sinh sản quanh năm, tùy vào khu vực phân bố mà kỳ đỉnh điểm của chúng diễn ra khác nhau. Ở vùng biển Cuba, đỉnh điểm sinh sản của O. chrysurus là tháng 4 và tháng 5. Hay như ở Jamaica, đỉnh điểm lại rơi vào khoảng tháng 1 đến tháng 4. Còn ở quần đảo Abrolhos (Brasil), đỉnh điểm là vào khoảng từ tháng 8 đến tháng 10.
Tuổi lớn nhất mà O. chrysurus đạt được là 19, đã được biết đến ở Brasil. Còn ở vịnh México, độ tuổi cao nhất mà O. chrysurus được ghi nhận là 17 năm.

### Lai tạp
Felipe Poey (1860) đã mô tả một loài cá hồng với danh pháp Mesoprion ambiguus (= L. ambiguus) dựa vào một mẫu vật thu thập ở Cuba. Chính Poey và nhiều nhà ngư học thế hệ sau cũng nhận thấy rằng, L. ambiguus mang kiểu hình trung gian giữa O. chrysurus và Lutjanus synagris, đã đặt ra nghi vấn L. ambiguus là một loài có nguồn gốc lai tạp sau khi kiểm tra mẫu vật.
Ngoài việc chỉ tìm thấy L. ambiguus ở những nơi mà O. chrysurus và L. synagris có phân bố chồng lấn (Florida và vùng biển Caribe), Loftus (1992) còn đưa ra một phân tích về mô hình sinh sản để chứng minh rằng, O. chrysurus và L. synagris là một cặp có khả năng cao nhất để tạo con lai tự nhiên (cả hai loài đều sinh sản cũng thời điểm), không loài nào khác ngoài L. ambiguus.
Sau này, một cá thể lai giữa O. chrysurus và L. synagris được thu thập ở bờ biển bang Pernambuco (Brasil), cũng là nơi chồng lấn phân bố giữa hai loài này.

## Giá trị
O. chrysurus được đánh bắt trong nghề cá thương mại và câu cá giải trí. Brasil là quốc gia xuất khẩu chính của loài này trên toàn thế giới.